# Sergej Kirďapkin
Sergej Alexandrovič Kirďapkin (psáno také Kirdjapkin, rusky Сергей Александрович Кирдяпкин; * 18. června 1980 Insar v Mordvinsku) je ruský atlet, chodec, olympijský vítěz na 50 km chůze z roku 2012.

## Sportovní kariéra
V letech 2005 a 2009 zvítězil na mistrovství světa v závodě v chůzi na 50 km. Jeho dosavadní největší úspěch je olympijské vítězství v olympijském závodu na 50 km chůze v Londýně v roce 2012. Zde šel do 40. kilometru ve vedoucí skupině, od které se pak odpoutal a zvítězil v novém olympijském rekordu 3:35:59. Odčinil tak neúspěch z olympiády v Pekingu, kde na stejné trati závod nedokončil.

## Doping
V lednu 2015 ruská antidopingová agentura RUSADA objevila nesrovnalosti v biologickém pasu Kirďapkina a potrestala ho společně s Olgou Kaniskinovou, Valerijem Borčinem a s dvěma dalšími chodci. Následně odstoupil Valentin Maslakov z funkce šéftrenéra atletické reprezentace.